# Harilapura, Piriyapatna
Harilapura là một làng thuộc tehsil Piriyapatna, huyện Mysore, bang Karnataka, Ấn Độ.